# Cascavel (Paraná)
Pour les articles homonymes, voir Cascavel.
Cascavel est une ville brésilienne de l'ouest de l'État du Paraná.

## Climat
Le climat de Cascavel est supra-tropical humide. La température moyenne annuelle est de 19,0 °C. La température maximale moyenne en janvier, l'été, est de 28,6 °C, et en juillet, l'hiver, la température minimale moyenne est de 11,2 °C, avec l'apparition de gel. Selon les autorités locales , la neige est tombée en 1975, 1979 et 2000. Le jour le plus froid a été le 17 juillet 1975, quand la température maximale a été de 3,4 °C ; le jour suivant (18 juillet), la température minimale a été de −4,0 °C. La température maximale enregistrée a été de 37,6 °C le 12 mars 2005.

## Géographie
Cascavel se situe à une latitude de 24° 57′ 21″ sud et à une longitude de 53° 27′ 19″ ouest, à 750 mètres d'altitude.
Sa population s'élève à 364.104 habitants, étant le cinquième plus peuplé de l'État du Paraná . La municipalité s'étend sur 2 100,183 km².
La ville est le centre de la Région Métropolitaine de Cascavel, microrégion de Cascavel et dans la mésorégion Ouest du Paraná.

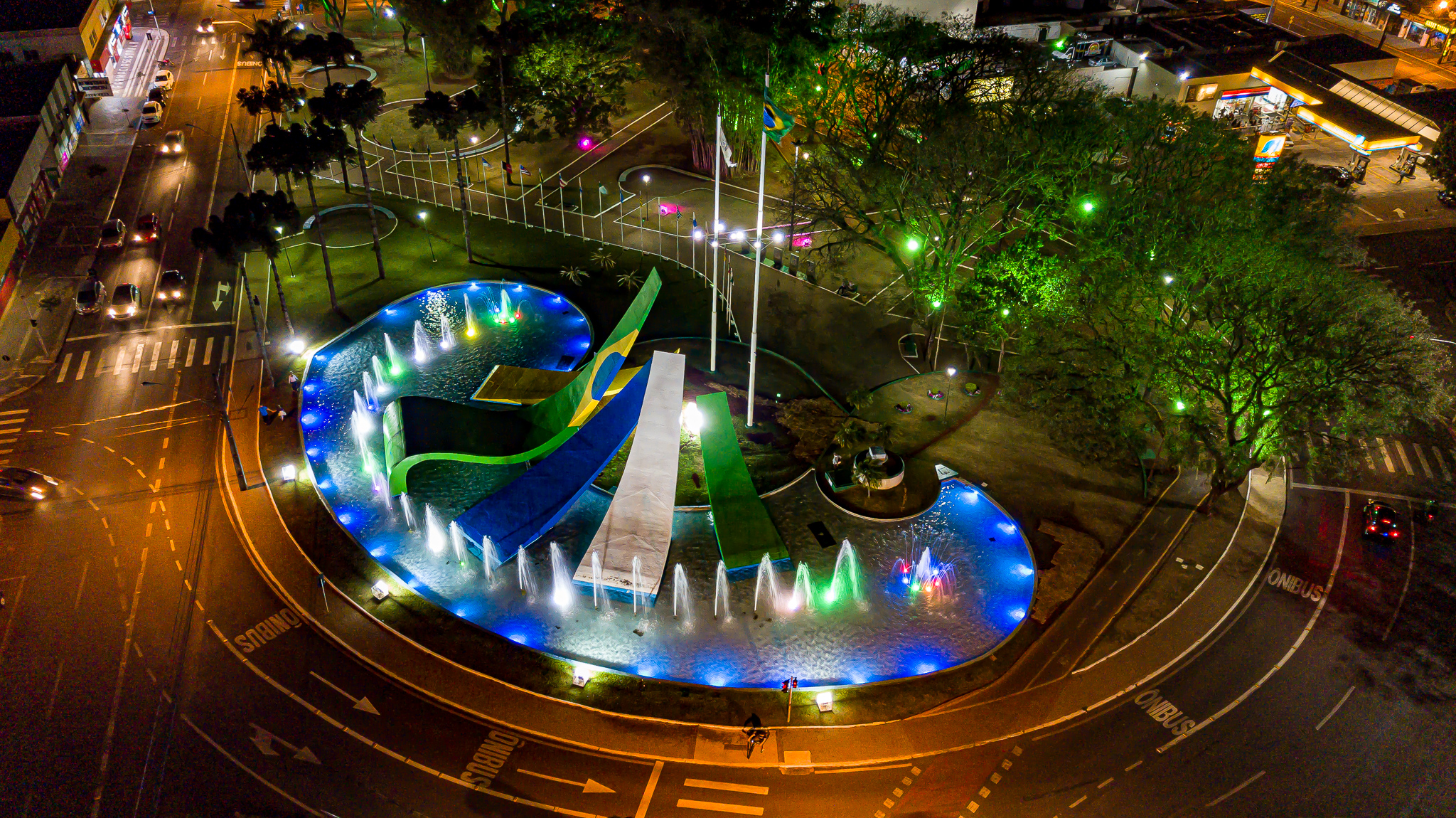
Place de Cascavel.

| Recensement de la population totale | Personnes en situation de pauvreté | Population économiquement active | Densité de population | Indice de développement humain | Degré d'urbanisation | Taux d'analphabétisme |
| ----------------------------------- | ---------------------------------- | -------------------------------- | --------------------- | ------------------------------ | -------------------- | --------------------- |
| 286 172 hab.                        | 48 361                             | 122 737                          | 136,83 hab./km2       | 0,810                          | 94,35 %              | 7 %                   |
| IBGE - 2010                         | IBGE/IPARDES - 2000                | IBGE - 2000                      | IPARDES - 2010        | PNUD/IPEA/FJP - 2000           | IBGE - 2010          | IBGE - 2000           |

## Économie
La région de Cascavel concentre 26 % de la production des céréales de l'État du Paraná, la plupart constituée de maïs (122 926 tonnes produites en 2010), de blé (43 200 tonnes en 2010) et de soja (297 939 tonnes en 2010) .
Son produit intérieur brut (PIB) est, selon l'IBGE (Instituto Brasileiro de Geografia e Estatística) en 2008, de 4 438 700 000 R$ (15 214,21 R$ par habitant) . Le PIB est constitué de :
| Agriculture    | Industrie      | Services         |
| -------------- | -------------- | ---------------- |
| 5,95 %         | 16,63 %        | 77,62 %          |
| 176 438 000 R$ | 697 046 000 R$ | 3 062 123 000 R$ |

Actuellement (2012), Cascavel est à l'extrémité ouest de la ligne ferroviaire Ferroeste qui traverse l'État et approvisionne le port de Paranaguá.
Cascavel possède un parc industriel (Parque Industrial) bien développé et structuré qui employait, en 2009, directement et indirectement 93 963 personnes. La première usine de montage d'autobus du Paraná, la Mascarello, est une industrie de Cascavel qui exporte vers la plupart des pays d'Amérique Latine et en plus vers le Ghana, l'Angola et le Nigeria .
La ville est aussi un grand centre de l'agro-industrie brésilienne, avec le « Show Rural Coopavel », une exposition annuelle d'innovations technologiques de l'agro-industrie et de l'agriculture. 187 763 personnes de plusieurs pays ont visité l'exposition en 2011 .

## Maire
| Période | Période  | Identité                   | Étiquette | Qualité |
| ------- | -------- | -------------------------- | --------- | ------- |
| 2020    | En cours | Leonaldo Paranhos da Silva | PSC       |         |

## Transports
Cascavel possède un aéroport (code AITA : CAC) : l'aéroport de Cascavel.

## Citoyens célèbres
- Juliano Belletti